# Monument Hirn
Le monument Hirn est une statue élevée sur un socle, érigée en 1894 par le sculpteur Auguste Bartholdi (1834-1904) à Colmar, dans le département français du Haut-Rhin.

## Localisation
La statue est située boulevard du Général-Leclerc à Colmar, dans le square Hirn, à côté du lycée Bartholdi.

## Historique
La statue, dédiée à Gustave-Adolphe Hirn (Logelbach-près-Colmar 1815 - Colmar 1890), le représente en membre de l'Institut à sa chaire,.
En lieu et place de cette statue, se trouvait un bastion de la forteresse impériale.

## Architecture
La statue a été construit en bronze par Bartholdi en 1894, et inaugurée le 24 octobre de la même année.
Le piédestal est en grès rose.

## Autres œuvres du sculpteur à Colmar
- Fontaine Roesselmann
- Fontaine Schwendi
- Monument à l'amiral Bruat
- Monument au général Rapp
- Monument à Martin Schongauer
- Les grands Soutiens du monde
- Statue du tonnelier alsacien
- Statue du petit vigneron